# Partielle Differentialgleichung
Eine partielle Differentialgleichung (Abkürzung PDG, PDGL oder PDGln, beziehungsweise PDE für englisch partial differential equation) ist eine Differentialgleichung, die partielle Ableitungen enthält. Solche Gleichungen dienen der mathematischen Modellierung vieler physikalischer Vorgänge. Die Lösungstheorie partieller Differentialgleichungen ist für lineare Gleichungen weitgehend erforscht, für nichtlineare Gleichungen enthält sie noch viele Lücken. Zur praktischen Berechnung von Lösungen werden in der Regel numerische Verfahren herangezogen.

## Einführung
Eine partielle Differentialgleichung ist eine Gleichung, die die Beziehung zwischen einer Funktion mit zwei oder mehreren Argumenten und ihrer partiellen Ableitungen beschreibt. Betrachtet man mehrere partielle Differentialgleichungen, so hat man ein System von partiellen Differentialgleichungen. Im Artikel bedeutet die Kurzschreibweise {\displaystyle u_{t}} die partielle Ableitung {\displaystyle {\tfrac {\partial u}{\partial t}}}.

### Beispiel: Wärmeleitungsgleichung
Seien {\displaystyle U\subset \mathbb {R} ^{n}} und {\displaystyle I\subset \mathbb {R} } zwei offene Mengen sowie
{\displaystyle ({\vec {x}},t)\in U\times I}. Ein klassisches Beispiel einer partiellen Differentialgleichung ist die Wärmeleitungsgleichung
{\displaystyle u_{t}({\vec {x}},t)=\Delta _{x}u({\vec {x}},t),}
oder in Kurzschreibweise
{\displaystyle u_{t}=\Delta _{x}u.}
Der Operator {\displaystyle \Delta _{x}} ist der Laplace-Operator nach {\displaystyle {\vec {x}}}, das heißt
{\displaystyle \Delta _{x}:=\sum _{k=1}^{n}{\partial ^{2} \over \partial x_{k}^{2}}.}
Eine Funktion
{\displaystyle u({\vec {x}},t)\colon U\times I\to \mathbb {R} }
nennt man Lösung der Wärmeleitungsgleichung, wenn sie die obige Gleichung erfüllt. Der Vektor {\displaystyle ({\vec {x}},t)} wird häufig als Raumzeit interpretiert, dann beschreibt die Gleichung die zeitliche Veränderung der Funktion {\displaystyle u({\vec {x}},t)} durch ihre räumliche Veränderung.

### Beispiel: Cauchy-Riemann-Gleichungen
Die Cauchy-Riemann-Gleichungen (CRG) aus der komplexen Analysis bilden ein einfaches System von partiellen Differentialgleichungen. Sei {\displaystyle (x,y)\in \mathbb {R} ^{2}} und betrachte die reellen Funktionen {\displaystyle u(x,y)} und {\displaystyle v(x,y)}, dann sind die CRG gegeben durch
{\displaystyle {\begin{aligned}u_{x}(x,y)&=v_{y}(x,y)\\u_{y}(x,y)&=-v_{x}(x,y).\end{aligned}}}

### Physikalische Interpretation

Zweidimensionale Darstellung einer Kugelwelle

Manche physikalische Prozesse lassen sich beschreiben, indem man die Veränderung einer Größe bezüglich einer einzelnen Variable betrachtet. So wird beispielsweise die Bewegung eines Massenpunktes im Raum durch die Bewegungsgleichung beschrieben, die nur Ableitungen nach der Zeit (nämlich Geschwindigkeit und Beschleunigung) enthält. Solche Gleichungen nennt man gewöhnliche Differentialgleichungen.
Viele andere physikalische Prozesse lassen sich aber nur dann beschreiben, wenn man die Veränderung einer Größe bezüglich mehrerer voneinander unabhängiger Variablen betrachtet. Fällt beispielsweise in regelmäßigen Abständen ein Wassertropfen auf eine Wasseroberfläche, so entsteht eine Kugelwelle, ähnlich wie im nebenstehenden Bild. Die entstehende Welle hängt sowohl von der Zeitableitung (Geschwindigkeit der Welle) als auch von der Raumableitung (Profil der Welle) ab. Da Ableitungen nach mehreren Variablen auftauchen, ist eine partielle Differentialgleichung zur Beschreibung des Vorgangs notwendig, die Wellengleichung.

Darstellung der Lösung der eindimensionalen Transportgleichung bei gegebenen Anfangswerten

Eine sehr einfache partielle Differentialgleichung ist die lineare Transportgleichung in einer Raumdimension. Sie hat die Form
{\displaystyle {\frac {\partial u(x,t)}{\partial t}}+c{\frac {\partial u(x,t)}{\partial x}}=0}
mit einem konstanten reellen Parameter {\displaystyle c}.
Die gesuchte Funktion {\displaystyle u(x,t)} ist von zwei Variablen abhängig, wobei üblicherweise {\displaystyle x} den Ort und {\displaystyle t} die Zeit bezeichnet.
Nehmen wir an, dass die Funktion {\displaystyle u} zu einer gewissen Zeit (etwa zur Zeit {\displaystyle t=0}) bekannt ist. Es gelte also für alle {\displaystyle x} im Definitionsbereich von {\displaystyle u} eine Beziehung der Form {\displaystyle u(x,0)=g(x)}, wobei {\displaystyle g} eine beliebig vorgegebene, mindestens einmal differenzierbare Funktion sei (Anfangsbedingung).
Dann ist für beliebige Zeiten {\displaystyle t} die Lösung der linearen Transportgleichung gegeben durch {\displaystyle u(x,t)=g(x-ct)}. Diese Gleichung bedeutet nichts anderes, als dass die Anfangsdaten {\displaystyle g} in unveränderter Form mit der Geschwindigkeit {\displaystyle c} in Richtung der positiven {\displaystyle x}-Achse verschoben („transportiert“) werden (längs der Charakteristik der Gleichung), siehe nebenstehendes Bild. Ein Anwendungsbeispiel wäre der Transport eines im Wasser gelösten Stoffes mit der Strömung des Wassers, also zum Beispiel der Transport von Schadstoffen in einem Fluss (wobei die Diffusion des Stoffes vernachlässigt wird).

### Auswahl von partiellen Differentialgleichungen und Systemen solcher
Lineare Gleichungen:
- die Poisson-Gleichung bzw. die Laplace-Gleichung
- die Wärmeleitungsgleichung
- die Wellengleichung
- die Schrödingergleichung

Nichtlineare Gleichungen:
- die nicht-lineare Poisson-Gleichung
- die Burgersgleichung
- die Poröse-Medien Gleichung
- die Korteweg-de-Vries-Gleichung

Lineare Systeme:
- die Maxwell-Gleichungen

Nichtlineare Systeme:
- die Euler- bzw. die Navier-Stokes-Gleichungen

- die Gleichungen der Magnetohydrodynamik

## Definition
Eine partielle Differentialgleichung ist eine Gleichung (oder ein Gleichungssystem) für eine oder mehrere unbekannte Funktionen, die folgende Kriterien erfüllt:
- die unbekannte Funktion hängt von mindestens zwei Variablen ab (wenn sie nur von einer Variable abhängt, bezeichnet man sie als gewöhnliche Differentialgleichung oder kurz nur Differentialgleichung)
- in der Gleichung kommen partielle Ableitungen nach mindestens 2 Variablen vor
- in der Gleichung kommen nur die Funktion sowie ihre partiellen Ableitungen, jeweils am gleichen Punkt ausgewertet, vor.

Gleichungen, in denen neben partiellen Ableitungen auch Integrale auftreten, nennt man Integro-Differentialgleichungen.

### Definition bei einer gesuchten der Form u(x,y)
Seien {\displaystyle V_{1},V_{2}\subset \mathbb {R} } offene Mengen und {\displaystyle x\in V_{1},y\in V_{2}}.
Die implizite Form einer reellen partielle Differentialgleichung {\displaystyle k}-ter Ordnung für eine gesuchte Funktion {\displaystyle u(x,y)\in \mathbb {R} } lautet:
{\displaystyle F\left(x,y,u(x,y),{\frac {\partial u(x,y)}{\partial x}},{\frac {\partial u(x,y)}{\partial y}},\ldots ,{\frac {\partial ^{2}u(x,y)}{\partial x\partial y}},\ldots ,{\frac {\partial ^{k}u(x,y)}{\partial ^{l}x\partial ^{m}y}},\ldots \right)=0,}
wobei
{\displaystyle F:V_{1}\times V_{2}\times \mathbb {R} \times \mathbb {R} ^{2}\times \mathbb {R} ^{2^{2}}\times \cdots \times \mathbb {R} ^{2^{k-1}}\times \mathbb {R} ^{2^{k}}\to \mathbb {R} }
gegeben ist und {\displaystyle l,m\geq 0,\;l+m=k}. Die Ordnung bezeichnet den höchsten Grad der in {\displaystyle F} vorkommenden Ableitungen.

### Allgemeiner Fall
Sei {\displaystyle V\subset \mathbb {R} ^{n}} eine offene Menge und {\displaystyle x=(x_{1},\dotsc ,x_{n})^{t}\in V}, dann nennt man eine gegebene Funktion
{\displaystyle F\left(x,u(x),\operatorname {D} u,\operatorname {D} ^{2}u,\ldots ,\operatorname {D} ^{k}u\right)=0}
mit
{\displaystyle F:V\times \mathbb {R} \times \mathbb {R} ^{n}\times \cdots \times \mathbb {R} ^{n^{k-1}}\times \mathbb {R} ^{n^{k}}\to \mathbb {R} }
eine reelle partielle Differentialgleichung {\displaystyle k}-ter Ordnung, wobei
{\displaystyle \operatorname {D} ^{k}u:=\{D^{\alpha }u(x)\mid |\alpha |=k\}}
die Menge der partiellen Ableitungen vom Grad {\displaystyle k} bezeichnet und {\displaystyle u(x)} gesucht ist.
Dabei bezeichnet {\displaystyle \alpha =(\alpha _{1},\dots ,\alpha _{n})} einen Multiindex, wobei {\displaystyle \alpha _{i}\in \mathbb {N} _{0}} und {\displaystyle |\alpha |=\alpha _{1}+\cdots +\alpha _{n}} bezeichnet seine Ordnung.

### Systeme von partiellen Differentialgleichungen
Hat man {\displaystyle m} reelle partielle Differentialgleichungen und sucht einen Funktionenvektor {\displaystyle \mathbf {u} :V\to \mathbb {R} ^{m},\;\mathbf {u} =(u_{1},\dots ,u_{m})^{t}} für {\displaystyle x=(x_{1},\dots ,x_{n})^{t}\in V} und {\displaystyle V} ist offen, so spricht man von einem System von PDGn der Ordnung {\displaystyle k}, geschrieben in impliziter Form
{\displaystyle \mathbf {F} \left(x,\mathbf {u} ,\operatorname {D} \mathbf {u} ,\operatorname {D} ^{2}\mathbf {u} ,\ldots ,\operatorname {D} ^{k}\mathbf {u} \right)=0,}
mit
{\displaystyle \mathbf {F} :V\times \mathbb {R} ^{m}\times \mathbb {R} ^{mn}\times \cdots \times \mathbb {R} ^{mn^{k-1}}\times \mathbb {R} ^{mn^{k}}\to \mathbb {R} ^{m}.}

## Einteilung
Partielle Differentialgleichungen können nach verschiedenen Kriterien eingeteilt werden. Das Lösungsverhalten und damit die theoretische und numerische Behandlung der so eingeteilten Gleichungen unterscheiden sich je nach verwendetem Kriterium erheblich voneinander.

### Anzahl der Ableitungen
Den Grad der höchsten Ableitung, der in der Gleichung vorkommt, nennt man die Ordnung. Beispielsweise treten in einer Gleichung erster Ordnung nur partielle erste Ableitungen auf. Im Allgemeinen sind Gleichungen höherer Ordnung schwieriger zu lösen als Gleichungen niedrigerer Ordnung.

### Anzahl der Variablen
Bei vielen partiellen Differentialgleichungen spielt die Anzahl der Variablen eine Rolle bei den Möglichkeiten der theoretischen Untersuchung und der numerischen Lösung. So konnten etwa im Fall der Navier-Stokes-Gleichungen in zwei Raumdimensionen weitreichende Existenz-, Eindeutigkeits- und Regularitätsaussagen bewiesen werden, während die Frage nach Existenz und Eindeutigkeit glatter Lösungen im dreidimensionalen Fall offen ist. Dieses Problem wurde in die Liste der Millennium-Probleme aufgenommen.

### Lineare und nichtlineare Gleichungen
Man unterscheidet zwischen linearen und nichtlinearen partiellen Differentialgleichungen. Die nichtlinearen PDE werden wiederum in semilineare, quasilineare und ganz-nichtlineare aufgeteilt.
Sei {\displaystyle x\in U}, wobei {\displaystyle U\subset \mathbb {R} ^{n}} und offen ist. Eine partielle Differentialgleichung heißt
- linear, falls ihre Form

{\displaystyle \sum \limits _{|\alpha |\leq k}c_{\alpha }(x)D^{\alpha }u=f(x)}
ist, für gegebene Funktionen {\displaystyle \{c_{\alpha }\}} mit {\displaystyle |\alpha |\leq k} und {\displaystyle f}.
- semilinear, falls ihre Form

{\displaystyle \sum \limits _{|\alpha |=k}c_{\alpha }D^{\alpha }u+c_{0}\left(D^{k-1}u,\dots ,Du,u,x\right)=0}
ist.
- quasilinear, falls ihre Form

{\displaystyle \sum \limits _{|\alpha |=k}c_{\alpha }\left(D^{k-1}u,\dots ,Du,u,x\right)D^{\alpha }u+c_{0}\left(D^{k-1}u,\dots ,Du,u,x\right)=0}
ist.
- ganz-nichtlinear, falls sie nichtlinear in der höchsten Ordnung der Ableitung ist.

#### Erläuterungen und Beispiele
- Linear bedeutet also, dass die unbekannte Funktion sowie alle auftretenden Ableitungen linear vorkommen. Die Koeffizientenfunktionen vor der unbekannten Funktion {\displaystyle u} bzw. ihrer Ableitungen hängen somit nur von den Veränderlichen ab (und nicht von der Funktion selbst oder ihrer Ableitungen).

Eine lineare partielle Differentialgleichung 2. Ordnung in zwei Variablen hat also die folgende allgemeine Form:
{\displaystyle {a(x,y){\frac {\partial ^{2}u(x,y)}{\partial x^{2}}}+b(x,y){\frac {\partial ^{2}u(x,y)}{\partial x\partial y}}+c(x,y){\frac {\partial ^{2}u(x,y)}{\partial y^{2}}}+d(x,y){\frac {\partial u(x,y)}{\partial x}}+e(x,y){\frac {\partial u(x,y)}{\partial y}}+f(x,y)u(x,y)=g(x,y)}}.
- Semilinear bedeutet somit, dass in einer quasilinearen partiellen Differentialgleichung die Koeffizientenfunktionen vor der höchsten Ableitung nicht von niedrigeren Ableitungen und der unbekannten Funktion abhängen.

Ein Beispiel ist die Korteweg-de-Vries-Gleichung:
{\displaystyle u_{yyy}+u_{x}+6u\cdot u_{y}=0}.
- Quasilinear bedeutet somit, dass alle Ableitungen von höchster Ordnung linear auftreten.

Ein Beispiel ist die Minimalflächengleichung:
{\displaystyle \left(1+{\frac {\partial }{\partial y}}u(x,y)^{2}\right){\frac {\partial ^{2}}{\partial x^{2}}}u(x,y)-2{\frac {\partial }{\partial x}}u(x,y){\frac {\partial }{\partial y}}u(x,y){\frac {\partial ^{2}}{\partial x\partial y}}u(x,y)+\left(1+{\frac {\partial }{\partial x}}u(x,y)^{2}\right){\frac {\partial ^{2}}{\partial y^{2}}}u(x,y)=0}
oder alternativ geschrieben:
{\displaystyle \left(1+u_{y}^{2}\right)u_{xx}-2u_{x}u_{y}u_{xy}+\left(1+u_{x}^{2}\right)u_{yy}=0.}
- Ein Beispiel einer ganz-nichtlinearen partiellen Differentialgleichung ist die Monge-Ampèresche Gleichung:

{\displaystyle \det(D^{2}u)=f},
oder ausgeschrieben
{\displaystyle u_{xx}u_{yy}-u_{xy}^{2}=f}.

#### Linear vs. Nichtlinear
Nichtlineare Gleichungen beschreiben in aller Regel weitaus komplexere Phänomene als lineare Gleichungen, wie beispielsweise turbulente Strömungen (im Vergleich zu Laminarströmungen). Nichtlineare Probleme sind sowohl aus theoretischer wie auch aus numerischer Sicht schwieriger zu behandeln als lineare Probleme. Ein einfaches Beispiel einer nichtlinearen partiellen Differentialgleichung ist die Burgersgleichung:
{\displaystyle {\frac {\partial u(x,t)}{\partial t}}+u(x,t){\frac {\partial u(x,t)}{\partial x}}=0}.
Da ihre Lösungen vollständig bekannt sind, dient sie häufig als Modellproblem für allgemeinere nichtlineare Gleichungen, wie etwa der Euler-Gleichungen.

### Grundtypen
Häufig werden partielle Differentialgleichungen einem der drei Grundtypen elliptisch, parabolisch oder hyperbolisch zugeordnet. Diese Klassifikation ist nicht erschöpfend; es kann also nicht jede Gleichung einem dieser Typen zugeordnet werden. Sie ist aber sinnvoll, da sehr viele in der Praxis auftretende Gleichungen in dieses Schema fallen und die drei Grundtypen fundamental unterschiedliche Eigenschaften besitzen. Die Klassifikation wird zunächst für den wichtigen Fall einer einzelnen Gleichung 2. Ordnung  beschrieben.

#### Gleichungen 2. Ordnung

##### Zwei Variablen
Als Beispiel für die Einteilung in die drei Grundtypen elliptische, parabolische und hyperbolische Differentialgleichungen betrachten wir die allgemeine lineare partielle Differentialgleichung 2. Ordnung mit zwei Variablen
{\displaystyle {a(x,y){\frac {\partial ^{2}u(x,y)}{\partial x^{2}}}+b(x,y){\frac {\partial ^{2}u(x,y)}{\partial x\partial y}}+c(x,y){\frac {\partial ^{2}u(x,y)}{\partial y^{2}}}+d(x,y){\frac {\partial u(x,y)}{\partial x}}+e(x,y){\frac {\partial u(x,y)}{\partial y}}+f(x,y)\,u(x,y)=0}}
und definieren {\displaystyle D(x,y):=a(x,y)\,c(x,y)-\left({\tfrac {b(x,y)}{2}}\right)^{2}}.
Gilt nun
- {\displaystyle D(x,y)>0}, so heißt die Gleichung elliptisch im Punkt {\displaystyle (x,y)},
- {\displaystyle D(x,y)=0}, so heißt die Gleichung parabolisch im Punkt {\displaystyle (x,y)},
- {\displaystyle D(x,y)<0}, so heißt die Gleichung hyperbolisch im Punkt {\displaystyle (x,y)}.

Bei dieser Klassifizierung werden nur die Koeffizientenfunktionen {\displaystyle a}, {\displaystyle b}, {\displaystyle c} der höchsten Ableitungen betrachtet. Da sie vom Ort {\displaystyle (x,y)} abhängen, hängt auch der Typ der Differentialgleichung vom Ort ab.
Mit der obigen Definition ergibt sich die Elliptizität der Poisson-Gleichung, die Parabolizität der Wärmeleitungsgleichung und die Hyperbolizität der Wellengleichung. Diese drei Gleichungen stellen jeweils den Normaltyp aller Gleichungen ihres Grundtyps dar.
Die oben definierte Einteilung in elliptisch, parabolisch und hyperbolisch kann man auch erhalten durch die Betrachtung der Definitheit der Koeffizientenmatrix:
{\displaystyle A(x,y):={\begin{pmatrix}a(x,y)&{\frac {b(x,y)}{2}}\\{\frac {b(x,y)}{2}}&c(x,y)\end{pmatrix}}}.
Ist
- {\displaystyle A(x,y)} positiv definit oder negativ definit, so heißt die Gleichung elliptisch im Punkt {\displaystyle (x,y)},
- {\displaystyle A(x,y)} positiv semidefinit oder negativ semidefinit, aber nicht definit (singulär), so heißt die Gleichung parabolisch im Punkt {\displaystyle (x,y)},
- {\displaystyle A(x,y)} indefinit (mit genau einem negativen Eigenwert), so heißt die Gleichung hyperbolisch im Punkt {\displaystyle (x,y)}.

Eine lineare Gleichung zweiter Ordnung in zwei Unbekannten mit reellen, konstanten Koeffizienten lässt sich genau einem dieser Typen zuordnen. Sobald die Koeffizienten nicht konstant bezüglich  {\displaystyle (x,y)} sind oder die Gleichung nichtlinear ist, gibt es auch Gleichungen, die sich nicht nach diesem Schema klassifizieren lassen. Gleiches gilt für die unten beschriebenen allgemeineren Fälle.
Der Ursprung der Bezeichnungen elliptisch, parabolisch und hyperbolisch ergibt sich aus der Theorie der Kegelschnitte. Die allgemeine Kegelschnittgleichung
{\displaystyle a\,x^{2}+b\,x\,y+c\,y^{2}+d\,x+e\,y+f=0}
ist von der Struktur her ähnlich aufgebaut wie die oben angegebene lineare partielle Differentialgleichung 2. Ordnung.
Für die Koeffizienten {\displaystyle a}, {\displaystyle b}, {\displaystyle c} gelten analoge Bedingungen wie oben, damit aus den entsprechenden Kegelschnitten eine Ellipse, Parabel oder Hyperbel entsteht.

##### nVariablen
Die Typeinteilung anhand der Koeffizientenmatrix lässt sich auch auf Gleichungen der Ordnung 2 mit mehr als zwei Variablen übertragen. In diesem Fall erstellt man anhand der Differentialgleichung eine Matrix {\displaystyle A({\vec {x}})} mit den Koeffizientenfunktionen der partiellen Ableitungen zweiter Ordnung als Einträgen. In Verallgemeinerung des obigen Falls gilt:
Ist
- {\displaystyle A({\vec {x}})} positiv definit oder negativ definit, so heißt die Gleichung elliptisch im Punkt {\displaystyle {\vec {x}}},
- {\displaystyle A({\vec {x}})} semidefinit mit Null als einfachem Eigenwert, so heißt die Gleichung parabolisch im Punkt {\displaystyle {\vec {x}}},
- {\displaystyle A({\vec {x}})} indefinit mit von Null verschiedenen Eigenwerten, so heißt die Gleichung hyperbolisch im Punkt {\displaystyle {\vec {x}}}.

### Rand- und Anfangswertprobleme
Die Lösung einer partiellen Differentialgleichung ist im Allgemeinen nicht eindeutig bestimmt. Um eine eindeutige Lösung zu erhalten, bedarf es gewisser Zusatzbedingungen, nämlich Anfangs- und/oder Randbedingungen. Im Gegensatz zur Situation bei gewöhnlichen Differentialgleichungen führt aber nur eine Wahl der Anfangs- und Randbedingungen, die dem jeweiligen Grundtyp angepasst ist, zu einem korrekt gestellten Problem.
Typische Beispiele korrekt gestellter Probleme sind:
- für elliptische Probleme:
  - Dirichlet-Randbedingungen
  - Neumann-Randbedingungen
  - schiefe Randbedingungen (auch: Robin-Randbedingungen)
- Anfangs- und Randbedingungen für parabolische Probleme
- Anfangsbedingungen für hyperbolische Probleme.

## Theorie

### Methoden der Funktionalanalysis
Während bei gewöhnlichen Differentialgleichungen das Problem der Existenz und der Eindeutigkeit der Lösung durch den Satz von Picard-Lindelöf in sehr befriedigender Weise gelöst ist, existiert bei partiellen Differentialgleichungen keine derart weitreichende allgemeine Lösungstheorie. Zwar garantiert der Satz von Cauchy-Kowalewskaja die lokale Existenz und Eindeutigkeit der Lösung partieller Differentialgleichungen mit analytischen Koeffizientenfunktionen, aber dieses Resultat lässt sich nicht auf allgemeinere Koeffizientenfunktionen ausdehnen. Bereits für beliebig oft differenzierbare, nichtanalytische Koeffizientenfunktionen gibt es ein Gegenbeispiel, das Beispiel von Lewy.
Da eine befriedigende einheitliche Theorie zu partiellen Differentialgleichungen nicht existiert, teilt man diese je nach Lösungsverhalten in verschiedene Typen ein. Diese werden mit jeweils unterschiedlichen Techniken analysiert, um Aussagen über Existenz, Eindeutigkeit und weitere Eigenschaften der Lösungen zu erhalten. Lineare partielle Differentialgleichungen sind auch im Fall mehrdimensionaler Systeme hinreichend gut untersucht, für nichtlineare partielle Differentialgleichungen gilt das nicht.
Bei der theoretischen Untersuchung der Lösungen von partiellen Differentialgleichungen stößt man, solange man nur nach klassischen (d. h. hinreichend oft differenzierbaren) Lösungen sucht, sehr schnell auf große Schwierigkeiten in der mathematischen Theorie. Zudem ist in manchen Fällen (z. B. bei der Beschreibung von Stoßwellen) aus physikalischen Gründen gar nicht mit der Existenz von stetigen oder differenzierbaren Lösungen zu rechnen. Aus diesen Gründen sind in der klassischen Theorie in vielen Fällen keine oder keine hinreichend guten Existenz- und Eindeutigkeitsaussagen möglich.
Als Ausweg schwächt man den Begriff der „Lösung einer Differentialgleichung“ in geeigneter Weise ab, d. h. man erlaubt auch Lösungen, die (im klassischen Sinne) nicht differenzierbar sind. Mit diesen erweiterten Lösungsbegriffen sind nun in der schwachen Theorie hinreichend gute theoretische Aussagen möglich. Weiterhin bildet dieser abgeschwächte Lösungsbegriff die Grundlage vieler numerischer Verfahren zur approximativen Lösung von partiellen Differentialgleichungen.
Bei der Untersuchung partieller Differentialgleichungen treten also verschiedene Lösungsbegriffe auf:
- klassische Lösung: Die Lösung ist hinreichend oft stetig differenzierbar, und die Gleichung wird durch Einsetzen dieser Ableitungen in jedem Punkt des zu Grunde liegenden Gebiets erfüllt.
- starke Lösung: Die Lösung ist im Sinne der schwachen Ableitung hinreichend oft differenzierbar, und die Gleichung wird durch Einsetzen der schwachen Ableitungen fast überall erfüllt.
- schwache Lösung: Hierbei wird die Gleichung mit Testfunktionen multipliziert, integriert und dann zumindest teilweise partiell integriert. Eine Funktion aus einem geeigneten Funktionenraum (meist einem Sobolev-Raum), die diese neue Gleichung für alle Testfunktionen erfüllt, nennt man schwache Lösung.
- milde Lösung: Starke Lösungen erfüllen häufig eine Form der Variation-der-Konstanten-Formel. Eine Lösung dieser Formel nennt man milde Lösung. Eine milde Lösung muss jedoch keine starke Lösung sein.[9][10]
- Viskositätslösung: Lösungen mancher Gleichungstypen lassen sich konstruieren, indem man eine einfacher zu lösende gestörte Gleichung mit einem kleinen, zusätzlichen diffusiven bzw. viskosen Term höherer Ordnung betrachtet und den Grenzfall betrachtet, in dem diese Störung (die Viskosität) gegen Null geht. Dies führt auf den Begriff der Viskositätslösung.[11]
- Entropielösung: Für manche Gleichungen geht beim Übergang zu schwachen Lösungen die Eindeutigkeit verloren, sie lässt sich aber durch Hinzunahme einer zusätzlichen Entropiebedingung, wiederherstellen. Solche Lösungen heißen Entropielösungen. Der Name ist motiviert durch die Rolle der Entropie in gasdynamischen Gleichungen.[12]
- maßwertige Lösung: Für gewisse Klassen nichtlinearer Gleichungen ist ein maßtheoretischer Lösungsbegriff sinnvoll, um auch mögliche Konzentrationseffekte beschreiben zu können.[13][14]
- distributionelle Lösung: Die Lösung ist eine Distribution und erfüllt die Gleichung im Sinne der Distributionentheorie. Alle Ableitungen werden auf die als beliebig glatt angenommenen Testfunktionen „umgewälzt“. Da nichtlineare Operationen auf Distributionen im Allgemeinen nicht definiert sind, ist dieser Lösungsbegriff nur für lineare Gleichungen sinnvoll.

Diese Begriffe werden in der Literatur nicht einheitlich verwendet, sodass immer auf die jeweilige Definition Bezug genommen werden muss.
Mit Hilfe der Regularitätstheorie und den Sobolewschen Einbettungssätzen kann man unter geeigneten Voraussetzungen an die Differentialgleichung oftmals zeigen, dass die erhaltene distributionelle oder schwache Lösung auch eine starke oder sogar klassische Lösung ist.

### Lie-Theorie
Ein strukturierter allgemeiner Ansatz zur Lösung von Differentialgleichungen wird über die Symmetrie und die kontinuierliche Gruppentheorie verfolgt. Unter einer Symmetrie {\displaystyle T} einer partiellen Differentialgleichung mit einer Lösung {\displaystyle u(t,x)} versteht man eine Transformation, welche {\displaystyle (u,t,x)} auf eine neue Lösung {\displaystyle T(u,t,x)=({\tilde {u}},{\tilde {t}},{\tilde {x}})}  abbildet.
1870 stellte Sophus Lie in seiner Arbeit die Theorie der Differentialgleichungen mit der Lie-Theorie auf eine allgemeingültige Grundlage. Er zeigte, dass die älteren mathematischen Theorien zur Lösung von Differentialgleichungen durch die Einführung von Lie-Gruppen zusammengefasst werden können.
Ein allgemeiner Ansatz zur Lösung von Differentialgleichungen nutzt die Symmetrie-Eigenschaft der Differentialgleichungen aus. Dabei werden kontinuierliche infinitesimale Transformationen angewendet, die Lösungen auf (andere) Lösungen der Differentialgleichung abbilden. Symmetrie-Methoden werden benutzt, um Differentialgleichungen exakt zu lösen.
Kontinuierliche Gruppentheorie, Lie-Algebren und Differentialgeometrie werden verwendet, um die tiefere Struktur der linearen und nichtlinearen (partiellen) Differentialgleichungen zu erfassen und die Zusammenhänge abzubilden. Siehe dazu auch die Themen Lax-Paare, Rekursive Operatoren, Kontakt- und Bäcklund-Transformationen, die schließlich zu den exakten analytischen Lösungen einer Differentialgleichung führen.

## Grundtypen
Zur Einteilung siehe Abschnitt zu Grundtypen oben.

### Elliptische partielle Differentialgleichungen

Lösung der Laplace-Gleichung auf einem Kreisring mit den Dirichlet-Randwerten u(r=2)=0 und u(r=4)=4sin(5*θ)

Elliptische partielle Differentialgleichungen treten typischerweise im Zusammenhang mit zeitunabhängigen (stationären) Problemen auf. Ein Kennzeichen ist, dass elliptische Gleichungen oftmals einen Zustand minimaler Energie beschreiben, also aus dem Variationsproblem einer nach unten beschränkten Wirkung herrühren.
Die bekanntesten Beispiele sind die Laplace-Gleichung und die Poisson-Gleichung. Sie beschreiben etwa die (stationäre) Temperaturverteilung oder auch die elektrostatische Ladungsverteilung, jeweils in einem Körper. Außerdem ist das (newtonsche) Gravitationspotential eine Lösung der Poisson-Gleichung. Eine nichtlineare elliptische Gleichung ist die Gleichung für Minimalflächen (Minimal surface equation), die die Form einer Seifenhaut beschreibt, die sich beim Eintauchen eines Drahtgestells in Seifenlauge bildet.
Bei elliptischen Gleichungen sind die am häufigsten auftretenden Randbedingungen:
- Dirichlet-Randbedingungen (die Werte der gesuchten Funktion sind auf dem Rand vorgegeben)
- Neumann-Randbedingungen (Vorgabe der Normalenableitung der gesuchten Funktion).

Am Beispiel der Temperaturverteilung soll der Unterschied gezeigt werden: Steckt man ein Objekt in Eiswasser, dann beträgt die Temperatur am Rand 0 Grad Celsius. Damit entspricht die Temperaturverteilung im Inneren des Objektes der Lösung eines Dirichlet-Randwertproblems. Ein anderer Fall tritt auf, wenn man den Körper isoliert. Hier ist zwar die Temperatur unbekannt, aber aufgrund der Isolation beträgt der Wärmefluss am Rand 0. Da der Fluss mit der Normalenableitung in Verbindung gebracht werden kann, führt dies auf ein Neumann-Problem.

Ähnliches gilt in der Elektrostatik: Kennt man die Spannung, die am Rand angelegt wird, so kommt man zu einem Dirichlet-Problem, kennt man hingegen die Stromstärke am Rand, so erhält man ein Neumann-Problem.

### Parabolische partielle Differentialgleichungen

Lösung einer zweidimensionalen Wärmeleitungsgleichung

Dieser Typ von Gleichungen beschreibt ähnliche Phänomene wie elliptische Gleichungen, aber im instationären Fall.
Das bei weitem wichtigste Beispiel einer parabolischen Gleichung ist die Wärmeleitungsgleichung, die das Abkühlen und Aufheizen eines Körpers beschreibt. Diffusionsprozesse werden ebenfalls durch diese Gleichung beschrieben. Ein weiteres, nichtlineares Beispiel einer parabolischen Gleichung ist die Korteweg-de-Vries-Gleichung, die Wasserwellen in Ufernähe beschreibt.
Parabolische Gleichungen benötigen räumliche Randbedingungen und zeitliche Anfangswerte. Beispielsweise müssen bei der Wärmeleitungsgleichung am (räumlichen) Rand des Gebietes für alle Zeiten entweder die Temperatur oder der Temperaturfluss vorgegeben werden; dies entspricht den Dirichlet- oder Neumannbedingungen im elliptischen Fall. Zusätzlich muss die Temperaturverteilung am Anfang, also zum Zeitpunkt {\displaystyle t=0}, vorgegeben werden.

### Hyperbolische partielle Differentialgleichungen

Schwingende Membran als Lösung einer zweidimensionalen Wellengleichung

Die typische hyperbolische Gleichung ist die Wellengleichung. Allgemein werden durch diese Art von Gleichungen Wellen und ihre Ausbreitung beschrieben. Außerdem sind einzelne Gleichungen erster Ordnung immer hyperbolisch (im Gegensatz zu Systemen erster Ordnung, wo wieder verschiedene Fälle möglich sind). Im Unterschied zu parabolischen und elliptischen Gleichungen werden Lösungen hyperbolischer Gleichungen wenig bis gar nicht gedämpft. Das führt einerseits zu einer komplizierten Lösungstheorie, da mit weniger Differenzierbarkeit gerechnet werden kann. Andererseits können sich Wellen erst durch diese fehlende Dämpfung über weite Strecken ausbreiten.
Die zu diesem Typ gehörigen Anfangs- und Randwerte führen auf Cauchy-Probleme. Das bedeutet, dass wie im parabolischen Fall zusätzlich zu räumlichen Randbedingungen Anfangswerte benötigt werden. So benötigt man zur Lösung hyperbolischer Gleichungen zweiter Ordnung zwei Anfangswerte – den Funktionswert und seine zeitliche Ableitung am Anfang.
Dies soll am Beispiel einer eingespannten Saite verdeutlicht werden: Die Auslenkung der Saite erfüllt die Wellengleichung. Wenn die Saite an den Enden eingespannt ist, führt dies auf die räumlichen Randbedingungen, in diesem Fall ist die Auslenkung am Rand 0 (weil eingespannt). Damit ist der Funktionswert am Rand bekannt und es ergeben sich Dirichlet-Randbedingungen. (Im Fall frei schwingender Objekte, wie der Luftsäule in Holzblasinstrumenten, kommt man entsprechend auf Neumann-Randbedingungen.) Zusätzlich müssen jetzt noch zwei Anfangsbedingungen vorgegeben werden: Die Auslenkung am Anfang (entspricht dem Funktionswert) und die Geschwindigkeit, mit der die Saite am Anfang angezupft wird (entspricht der zeitlichen Ableitung). Mit diesen Bedingungen kann die Auslenkung zu allen späteren Zeitpunkten eindeutig angegeben werden.
Hyperbolische Gleichungen mit paarweise verschiedenen Eigenwerten heißen strikt hyperbolisch. Hier ist die Lösungstheorie auch für nichtlineare Systeme bekannt. Sind die Gleichungen nicht strikt hyperbolisch, wie beispielsweise die mehrdimensionalen Euler-Gleichungen oder die Gleichungen der Magnetohydrodynamik, so ist dies nicht mehr der Fall.

## Analytische Lösungsverfahren

### Trennung der Veränderlichen
Bei der Methode Trennung der Veränderlichen versucht man die Lösung {\displaystyle u} einer partiellen Differentialgleichung als Kombination aus Funktionen mit einer kleineren Anzahl unabhängiger Variablen zu schreiben. Als Beispiel sei {\displaystyle x\in \mathbb {R} ^{n}} und {\displaystyle t\in [0,T]} eine Zeitvariable und {\displaystyle u(x,t)} die gesuchte Lösung. Nun wählt man eine passende Trennungsfunktion {\displaystyle \varphi (a,b)} um die Variablen zu trennen
{\displaystyle u(x,t)=\varphi (f(x),g(t)).}
Ein möglicher Ansatz wäre die Trennungsfunktion {\displaystyle \varphi (s,l):=sl} und somit erhält man
{\displaystyle u(x,t)=f(x)g(t).}
Ein weiterer Ansatz ist {\displaystyle \varphi (s,l):=s+l} und somit
{\displaystyle u(x,t)=f(x)+g(t).}
Hat man sich für eine Trennungsfunktion entschieden, versucht man {\displaystyle f} und {\displaystyle g} zu konstruieren, in dem man die {\displaystyle \varphi (f(x),g(t))} in die Differentialgleichung einsetzt.

### Integraltransformationen
Durch die Anwendung einer Integraltransformation auf eine partielle Differentialgleichung versucht man die Gleichung entweder in eine algebraische Gleichung oder in eine simplere Differentialgleichung zu transformieren. Hat man eine Lösung für die neue Gleichung gefunden, so nützt man die Inverse-Transformation, um eine Lösung für die ursprüngliche Gleichung zu erhalten. Wichtige Transformationen sind die Fourier- und die Laplace-Transformation.

### Lie-Symmetrie-Gruppe-Methode
Betrachtet man ein System von partiellen Differentialgleichungen mit {\displaystyle p} unabhängigen Variablen, so bestimmt man bei der Lie-Symmetrie-Gruppe-Methode eine lokale Lie-Gruppe {\displaystyle G}, genannt {\displaystyle r}-parametrische Symmetrie-Gruppe, so dass eine Lösung des Systems unter der Transformation (der Symmetrie-Gruppe) wieder eine Lösung produziert.
Alle Lösungen, die unter der Gruppenoperation invariant sind, lassen sich durch ein reduziertes System von Differentialgleichungen mit {\displaystyle p-r} unabhängigen Variablen lösen. Das heißt insbesondere, wenn {\displaystyle p-r=1}, dann lassen sich alle {\displaystyle G}-invarianten Lösungen durch Lösen eines Systems von gewöhnlichen Differentialgleichungen finden. Ein Spezialfall dieser Methode ist der Ansatz durch Ähnlichkeits-Lösungen (englisch similarity solutions).

### Methode der Charakteristiken
Bei der Methode der Charakteristiken transformiert man eine partielle Differentialgleichung in ein System von gewöhnlichen Differentialgleichungen, sogenannten Charakteristikengleichungen oder charakteristisches System. Sei {\displaystyle u(x)} mit {\displaystyle x\in V} die Lösung einer PDG mit Randbedingung {\displaystyle u(x)=f(x)} auf {\displaystyle \Gamma }, dann ist die Grundidee eine Kurve zu suchen, welche einen beliebigen Punkt {\displaystyle x\in V} mit einem beliebigen Punkt {\displaystyle x_{0}\in \Gamma } verbindet.

### Nichtlinearität in Linearität umwandeln
Durch eine geeignete Transformation lassen sich nicht-lineare in lineare partielle Differentialgleichungen umwandeln. Beispiele solcher Transformationen sind die Hopf-Cole-Transformation und die Legendre-Transformation.

### Variationsrechnung
Der Variationsrechnungs-Ansatz besteht darin, die partielle Differentialgleichung (oder ein System) als die Euler-Lagrange-Gleichung eines Energiefunktionals {\displaystyle E[w]} zu sehen. Damit werden Lösungen zu kritischen Punkten von {\displaystyle E}.
Mit Hilfe der Variationsrechnung lässt sich die Existenz, die Eindeutigkeit und die Regularität einer Lösung beweisen. Sie ist ein wichtiges Hilfsmittel in der Theorie der nicht-linearen partiellen Differentialgleichungen.

### Halbgruppen-Theorie
In der Halbgruppen-Theorie betrachtet man Evolutions-Gleichungen als Systeme von gewöhnlichen Differentialgleichungen in einem unendlich-dimensionalen Funktionenraum, man betrachtet das abstrakte Cauchy-Problem (ACP) auf Banach-Räumen
{\displaystyle {\begin{aligned}{\dot {u}}&=Au\\u(0)&=u_{0}\end{aligned}}}
für einen (möglicherweise unbeschränkten) abgeschlossenen linearen Operator {\displaystyle A:D(A)\to X} und eine Lösung {\displaystyle u\in X} mit Initialwert {\displaystyle u_{0}.} Ist der Operator ein infinitesimaler Erzeuger einer stark stetigen Halbgruppe {\displaystyle \{T(t)\}_{t\geq 0}} (auch {\displaystyle C_{0}}-Halbgruppe genannt), dann ist das ACP korrekt gestellt und es existiert eine eindeutige Lösung.

## Numerische Verfahren
Die meistbenutzten numerischen Verfahren sind die Methode der finiten Elemente (FEM), der finiten Differenzen (FDM) und der finiten Volumina (FVM). In den letzten Jahren wird auch verstärkt die Randelement-Methode (REM oder engl. BEM) benutzt.
All diese Verfahren basieren auf einer Diskretisierung der partiellen Differentialgleichung, bei der die Lösung mit Hilfe eines endlichdimensionalen Gebildes approximiert wird.

## Verallgemeinerungen

### Stochastische partielle Differentialgleichung
Eine natürliche Verallgemeinerung ist die stochastische partielle Differentialgleichung, welche durch Zunahme eines stochastischen Prozesses in der PDG entsteht. Dieser stochastische Prozess dient zur Modellierung einer externen Störfunktion, die auf die PDG wirkt. In der Regel wählt man dafür raumzeitliches gaußsches weißes Rauschen (englisch space-time white noise) oder allgemeiner Lévysches Rauschen. Es handelt sich hierbei um eine stochastische Distribution.
Als Beispiel dienen die stochastischen Navier-Stokes-Gleichungen mit additativem Rauschen.
{\displaystyle {\begin{aligned}\mathrm {d} U&=\left(\nu \Delta U-(U\cdot \nabla )U+\nabla p\right)\mathrm {d} t+{\sqrt {Q}}\mathrm {d} W,\quad {\text{in }}D\times \mathbb {R} _{+}\\\operatorname {div} U&=0,\quad {\text{in }}D\times \mathbb {R} _{+}\\U(t,x)&=0,\quad {\text{auf }}\mathbb {R} _{+}\times \partial D\\U(0,x)&=x,\quad {\text{in }}D\\\end{aligned}}}
wobei {\displaystyle D\subset \mathbb {R} ^{d}} ein offenes und beschränktes Gebiet ist und {\displaystyle {\dot {W}}(t,x)} weißes Rauschen bezeichnet, {\displaystyle U(t,\xi )} ist die Geschwindigkeit und {\displaystyle p(t,\xi )} der Druck eines Fluids an der Position {\displaystyle (t,\xi )\in \mathbb {R} _{+}\times D}, {\displaystyle Q} ein nicht-negativer symmetrischer Spurklasse-Operator.
Die Theorie der stochastischen partiellen Differentialgleichungen ist ein aktives Forschungsgebiet der Mathematik und baut u. a. auf der stochastischen Analysis in unendlicher Dimension auf. Die Halbgruppen-Theorie ist ein möglicher Zugang.

### Historische Literatur
- Heinrich Weber: Die partiellen Differential-Gleichungen der mathematischen Physik nach Riemann’s Vorlesungen. Braunschweig: F. Vieweg und Sohn, 1900–01.
- Jakob Horn: Einführung in die Theorie der partiellen Differentialgleichungen, Leipzig: G. J. Göschen, 1910.
- Richard Courant und David Hilbert: Methoden der Mathematischen Physik, Zweiter Band, Berlin: J. Springer, 1937.
- Olga Alexandrowna Ladyschenskaja, Nina Nikolajewna Uralzewa: Linear and Quasilinear Equations of Elliptic Type. Übersetzt durch L. Ehrenpreis, Academic Press, New York/London 1968, ISBN 0-12-432850-4.
- Olga Alexandrowna Ladyschenskaja, W. A. Solonnikow, Nina N. Uralzewa: Linear and Quasi-linear Equations of Parabolic Type. Übersetzt durch S. Smith, American Mathematical Society, Providence, Rhode Island 1968, ISBN 0-8218-1573-3.

### Moderne Literatur
- David Gilbarg, Neil Trudinger: Elliptic Partial Differential Equations of Second Order. In: Grundlehren der mathematischen Wissenschaften. Band 224, Springer-Verlag, Berlin/Heidelberg/New York 1977, ISBN 3-540-08007-4.
- Lawrence Craig Evans: Partial Differential Equations. In: Graduate Studies in Mathematics. Band 19, American Mathematical Society, Providence, Rhode Island, 1999, ISBN 0-8218-0772-2.
- Gerhard Dziuk: Theorie und Numerik partieller Differentialgleichungen. de Gruyter, Berlin 2010, ISBN 978-3-11-014843-5.
- Fritz John: Partial Differential Equations, 4. Auflage, Springer Verlag 1982, 1991, ISBN 0-387-90609-6
- Jürgen Jost: Partielle Differentialgleichungen. Springer, Berlin, 1998, ISBN 3-540-64222-6.
- Randall J. LeVeque: Finite volume methods for hyperbolic problems. Cambridge Univ. Press, Cambridge 2002, ISBN 0-521-00924-3.
- T. Roubíček: Nonlinear Partial Differential Equations with Applications. Birkhäuser, Basel, 2nd Ed.: 2013, ISBN 978-3-0348-0512-4, doi:10.1007/978-3-0348-0513-1.
- B. Schweizer: Partielle Differentialgleichungen. Springer, Heidelberg 2013, ISBN 978-3-642-40637-9.